# Гросальмероде
Гросальмероде (нем. Großalmerode) — город в Германии, в земле Гессен. Подчинён административному округу Кассель. Входит в состав района Верра-Майснер. Население составляет 6871 человек (на 31 декабря 2010 года). Занимает площадь 37,62 км². Официальный код — 06 6 36 004.